# Língua tanchangya
Tanchangya é uma das onze línguas indígenas de Chatigão, Bangladexe, e um grupo étnico dos estados indianos de Tripurá e Mizorã, bem como de Arracão, Mianmar. É classificada como uma língua indo-ariana, apesar de alguns estudiosos terem a opinião de que seja uma língua tibeto-birmanesa. Está intimamente relacionada com o chakma e o chatigonês.

## Vocabulário
A língua tanchangya está enraizada em línguas indo-arianas, com uma mistura de Páli, Sânscrito, Prácrito e outras línguas indo-arianas intermediárias.

### Tanchangya antigo
Acredita-se que as palavras do antigo tanchangya sejam as realmente originais da língua, já que essas palavras foram transmitidas há muito tempo. Não é simplesmente devido ao seu uso anterior, mas são universalmente compreendidas por todos os tanchangya, apesar de qualquer distribuição geográfica. De acordo com a coleção de Roti Kanta Tanchangya de algumas palavras antigas de tanchangya.
| Tanchangya                                 | Português                   |
| ------------------------------------------ | --------------------------- |
| Awga (অগা)                                  | não educado, não civilizado |
| Awnsur (অন্সুর্)                              | regularmente, sempre        |
| Awnawpinaw (অন-পিন); Awnaw-sawnaw (অন- সনঅ) | insano, louco               |
| Awrawk (অরক্)                               | ninho                       |
| Hawla (হলা)                                 | fritar, arbustos grossos    |
| Awsangya (অসাঙ্যা); Besangya (বেসাঙ্যা)           | relação sem casamento       |
| A-uk/Aruk (আ-উক্, আরুক্)                      | pintura                     |

### Indo-ariana
A antiga língua indo-ariana, o sânscrito, é a língua mais influente com impacto na maioria das línguas indo-arianas médias atuais, como sem hindi, e com odiya, bengali e assamês e até mesmo na língua tanchangya com forma distorcida e meio assimilada. Embora a língua tanchangya seja considerada a família de línguas indo-arianas, devido à sua longa ligação com o sânscrito, seus vocabulários são formas distorcidas quase impossíveis de rastrear. De acordo com ‘Tanchangya Parichiti’ escrito por Biro Kumar Tanchangya das palavras originadas da língua indo-ariana.
| Tanchangya                                         | Pāḷi/Sanscrito | Português |
| -------------------------------------------------- | -------------- | --------- |
| Manai, Manei, Manus, Manuit (মানাই, মানেই, মানুইস্, মানুউত্) | Manussa/Manusa | Homem     |
| Mela (মেলা)                                          | Mahilā         | Mulher    |
| Ucu, Uju (উচু, উজু)                                  | Uju (Pāḷi)     | Retilíneo |

### Tibeto-birmanês
A língua tanchangay não pertence à família linguística tibeto-birmanrda; no entanto, até hoje existem muitos termos religiosos budistas encontrados na língua tanchangya. Acredita-se que, após o estabelecimento do primeiro Império de Mianmar, a Dinastia Bagan no século XI d.C, a língua de [[Mianmar}} e sua cultura influenciaram as tribos vizinhas de muitas maneiras.
| Tanchangya                 | Myanmar/Arakanese | Português                 |
| -------------------------- | ----------------- | ------------------------- |
| Pullyang/Pillang (পুল্ল্যাং পিলাং) | Palawng (Burmês)  | Tradicional cesta de cana |
| Pullang (পুলাং)               | Paleing (Burmês)  | Garrafa                   |
| Dama Tagawl (ডামা তাগল্)       | Retilíneo         | Faca                      |
| Mawng                      | Mawng (Burmese)   | Gongo                     |

### Estrangeira
Na língua tanchangya, também era possível encontrar poucos vocabulários derivados do árabe, chinês, japonês, português, neerlandês, turco, persa, francês, inglês e hindi.
| Tanchangya               | Outra língua       | Português |
| ------------------------ | ------------------ | --------- |
| Awktaw (অক্ত)             | Owakta (Árabe)     | Time      |
| Gawrba (গর্বা)             | Gorba (Árabe)      | Hóspede   |
| Gamala/Gabala (গাবালা, গামালা) | Gamela (Português) | Gamela    |
| Balti (বাল্তি)              | Balde (Português)  | Balde     |

## Semelhanças
Fora da tribo tanchangya, há uma crença comum de que não há diferença alguma entre a língua tanchangya e a língua chakma. Tal exemplo pode ser visto no artigo do Dr. Satyakam Phukan intitulado “Uma Análise das Raízes e Conexões Etno-Linguísticas do Povo Chakma e Tanchangya”. Segundo ele, a semelhança é muito comparada à diferença entre as palavras entre chakma e tanchangya.
| Tanchangya | Chakma        | Português    |
| ---------- | ------------- | ------------ |
| Bitsyawl   | Bijawl        | Lisi         |
| Pawd       | Jangal, pawt  | Estrada      |
| Awna sawna | Suli sawlaw   | Meio-cérebro |
| Dighawli   | Diri, bilawng | Muito tempo  |